# Hosszház

Egy bazilika hosszháza

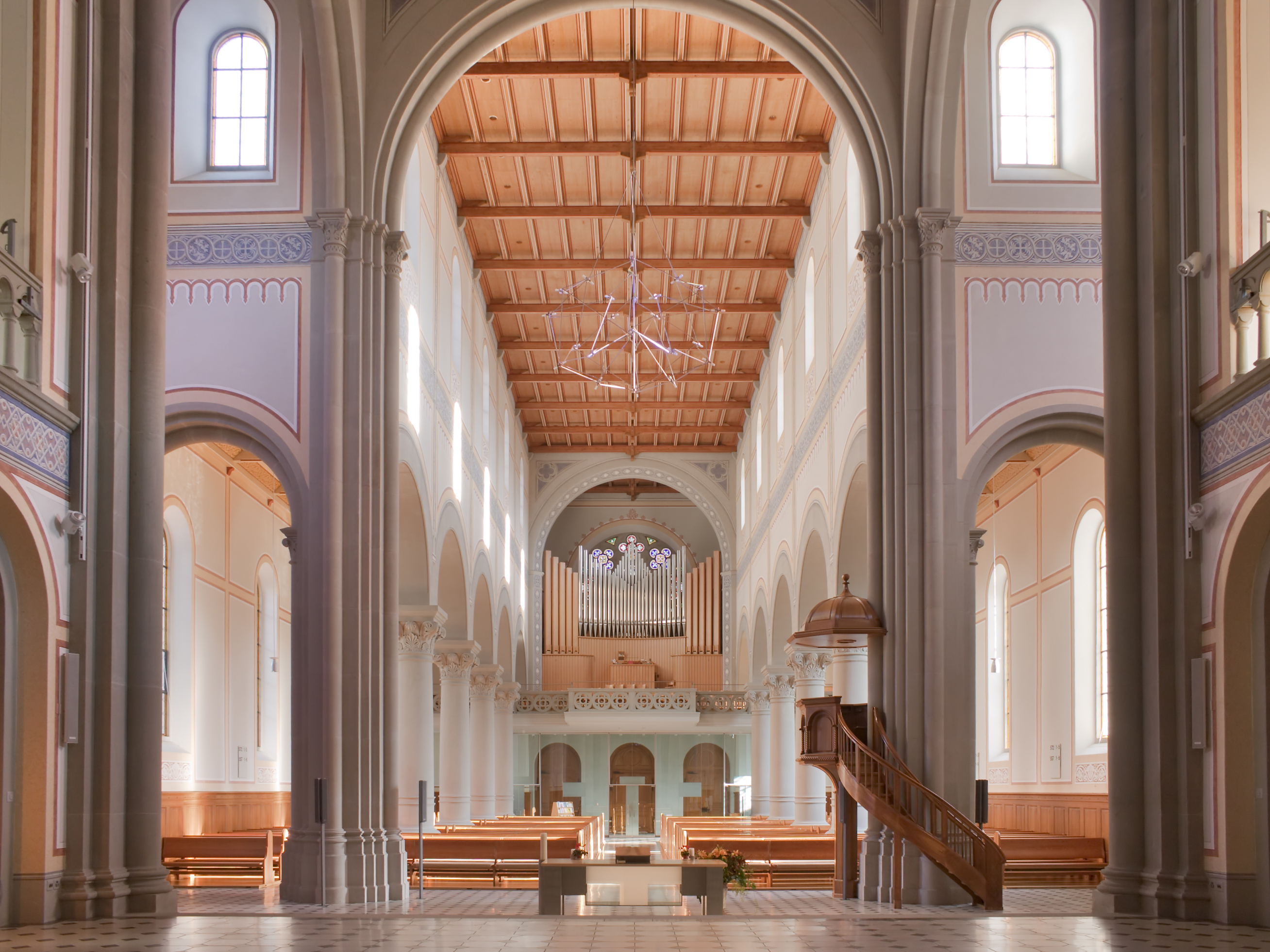
A glarusi (Svájc) plébániatemplom hosszháza és orgonája

A hosszház hagyományosan az európai keresztény templomok azon része, amely eredeti funkciója szerint az egyházközösség laikus (világi) részének adott helyet. Ritkán lehetőség volt a hosszház utolsó keresztívének használatára, hogy karzatot hozzanak létre.
A hosszház alaprajza nagyrészt hosszúra nyúlt téglalap, függőleges vetülete pedig egy, három vagy öt hajóból áll. Több hajó esetén egy széles központi hajót mindkét oldalról és teljes hosszban oldalanként egy vagy két keskenyebb oldalhajó szegélyezi. Ismert egyenlő szélességű hajók illetve aszimmetrikus számú oldalhajó is, mint pl. a St-Nazaire de Corme-Royal. A hajók között átjárható válaszfalak vannak.